# Эремурус крымский
Эремурус крымский (лат. Eremurus tauricus) — многолетнее растение семейства Асфоделовых (Asphodelaceae). Эндемик Крыма. Вид занесен в Европейский красный список и Красную книгу Украины, Красную книгу Республики Крым, Красную книгу Краснодарского края. Согласно критериям Красного списка МСОП региональные популяции Эремуруса крымского относятся к категории редкости «Находящиеся в опасном состоянии».

## Описание
Травянистое растение высотой 120—150 сантиметров. Геофит. Корни утолщенные, мочковатые. Стебли одиночные или немногочисленные, прямостоячие, безлистные, цилиндрические, толщиной до 1 сантиметра. Листья собраны в прикорневые розетки, широколинейные, до 60 сантиметров длиной и до 3 сантиметров в ширину, по краю листья гладкие или шершавые. Размножение семенами, а также вегетативное корневищем. Цветет с мая по июль, плодоносит с июня по август. Соцветие — верхушечная, длинная, многоцветковая, цилиндрическая кисть длиной 30-80 сантиметров. Цветки белые. Плод — морщинистая коробочка. Семена темно-серые.
Растение светолюбивое, засухоустойчивое. Высотный диапазон составляет 500—1400 метров над уровнем моря. Ареал эремуруса крымского узкий и включает в себя только Крымский полуостров, небольшие участки в Северо-Западном Закавказье и вблизи Новороссийска. Таким образом, это растение можно считать эндемиком Восточного и Северного Причерноморья. Растет в биоценозах, где конкуренция со стороны других растений ослаблена: сосновых и светлых лиственных лесах, зарослях можжевельника, на обнажениях известняков, сланцев, каменистых осыпях.
Численность вида постоянно сокращается, так как возобновлению эремуруса крымского препятствуют природные факторы (низкая конкурентная способность, узкая экологическая амплитуда), усиленные сильным антропогенным давлением -  лесомелиоративными работами и использованием растений для продажи. Для увеличения размера популяций нужен строгий запрет на террасирование склонов, облесение склонов, сбор цветов и выкапывание растений. Растение охраняется в Ялтинском горно-лесном природном заповеднике, Карадагском природном заповеднике и Крымском природном заповеднике, государственных природных заказниках «Урочище Парагильмен» и «Кастель».  В Крымском природном заповеднике наблюдается локалитет площадью несколько гектар с большими скоплениями вида. Также Эремурус крымский можно увидеть в коллекции Никитского ботанического сада и Ботаническом саду Крымского федерального университета имени В. И. Вернадского.